# Plévenon
Plévenon [plevnɔ̃] est une commune française située dans le département des Côtes-d'Armor en région Bretagne. La commune est surtout connue pour le site naturel du cap Fréhel et le site historique du fort la Latte.
La commune a reçu en 2023 une des victoires de la Bretagne pour sa lutte contre la désertification médicale en aidant financièrement un étudiant en médecine en échange de son installation future sur le territoire de la commune.

## Géographie
Plévenon est une commune du littoral de la Manche appartenant à la région Bretagne et au département des Côtes-d'Armor. Le territoire de la commune occupe la moitié nord d'une petite péninsule. Au sud-ouest, elle partage une frontière terrestre avec la commune de Fréhel. Le littoral est constitué de hautes falaises qui dominent les eaux de la Manche de près de 60 mètres. La côte est très découpée et comporte de nombreuses pointes. Le cap Fréhel constitue l'extrémité nord de la commune et sépare la baie de Saint-Brieuc de la baie de Saint-Malo. La pointe de la Latte constitue l'extrémité orientale de la commune. Face au Nord-est, entre les pointes de Château Renard et de la Latte, s'étend l'anse des Sévignés. La baie de Fresnaye à l'Est, aux eaux peu profondes, sépare Plévenon de Saint-Cast-le-Guildo. Les landes de bruyères et d'ajoncs couvrent une surface de  400 ha essentiellement dans le secteur du Cap Fréhel et donnent un caractère sauvage à cette partie du littoral de la Manche.
| - Carte en couleurs représentant les limites de la commune de Plévenon. - Carte topographique de la commune de Plévenon. |

Les communes limitrophes sont  Fréhel.
| Manche | Manche   | Manche |
| Manche | Plévenon | Manche |
| Fréhel | Manche   | Manche |

## Toponymie
Le nom de la localité est attesté sous les formes Plebs Menoen entre 1149 et 1157, Plevenino en 1214, Parochia de Plovenon en 1240, Plevenon en 1256 et en 1272, Plovenon en 1282, Ecclesia de Plevenon vers 1330, Pleuvenon en 1536 et en 1557.
Plévenon vient semble-t-il du vieux-breton Ploe et de Menoen (un saint breton) ou du vieux-breton meinin « paroisse de la pierre ».
Le nom de la localité est attesté en breton sous la forme Plevenon en 1877, 1967, 2019, 2023 et 2024,,,,. La forme bretonne proposée par l'Office public de la langue bretonne Plevenon. La langue bretonne n'est plus une langue vernaculaire à Plévenon depuis le XIIIe siècle.

## Histoire

### Antiquité
Le territoire de la commune est occupé dès l'époque gauloise, en témoigne l'existence d'un retranchement de type "éperon barré" à la Pointe de Château Serein où de nombreuses poteries protohistoriques ont été retrouvées.

### XXesiècle

#### Guerres duXXesiècle
Le monument aux Morts porte les noms de 63 soldats morts pour la Patrie :
- 51 sont morts durant la Première Guerre mondiale ;
- 10 sont morts durant la Seconde Guerre mondiale ;
- 1 est mort durant la guerre d'Indochine ;
- 1 est mort hors conflit.

#### Administration communale
La commune a été associée de 1972 à fin 2004 à celle de Pléhérel. Elles portaient ensemble le nom de Fréhel. Après la fin de l'association entre les deux communes, la commune de Pléhérel a conservé le nom de Fréhel, bien que le Cap Fréhel soit situé sur le territoire de la commune de Plévenon.

### Hydrographie
Pour un article plus général, voir Réseau hydrographique des Côtes-d'Armor.
La commune est située dans le bassin Loire-Bretagne. Elle n'est drainée par aucun cours d'eau,.

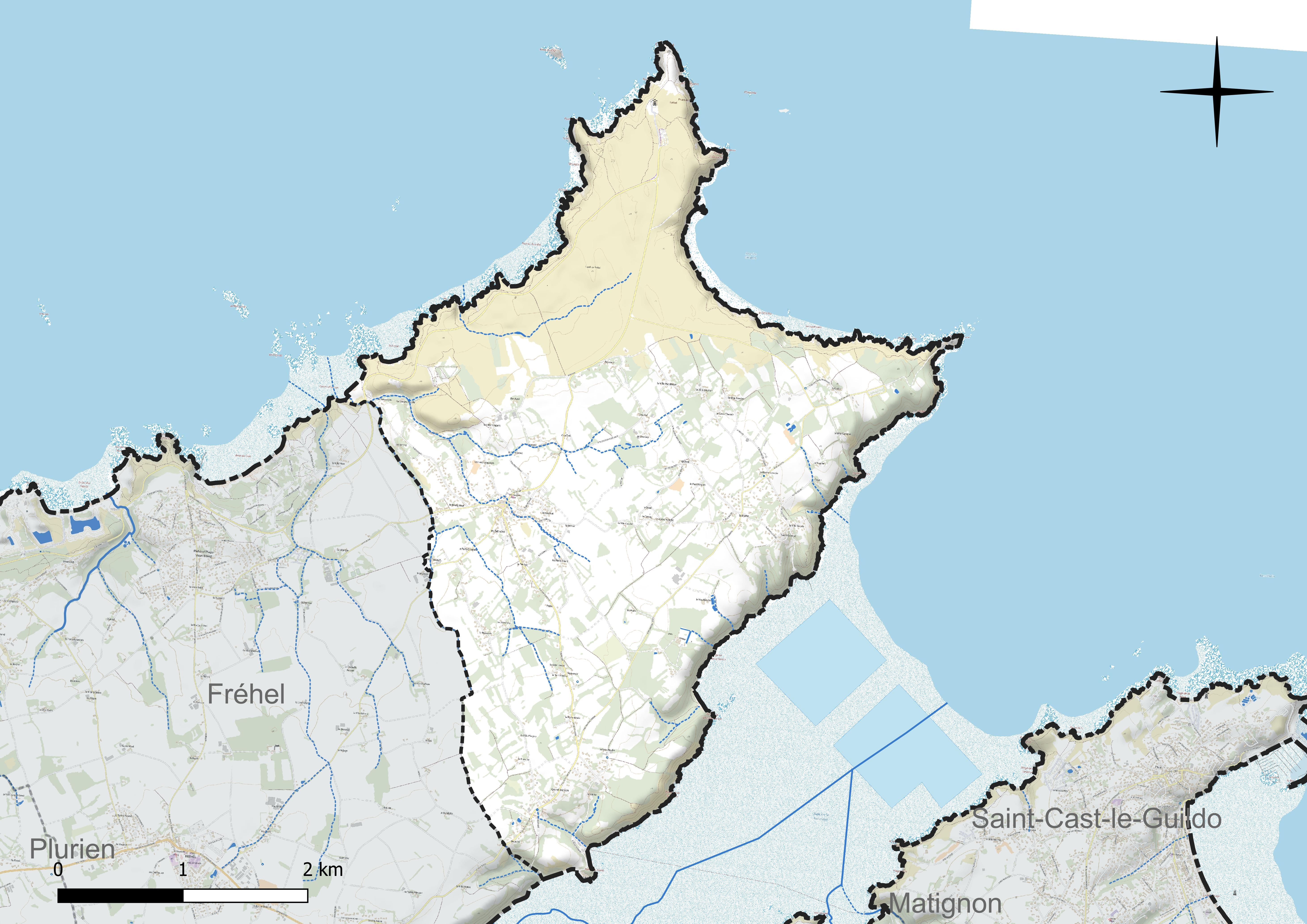
Réseau hydrographique de Plévenon.

### Climat
Pour des articles plus généraux, voir Climat de la Bretagne et Climat des Côtes-d'Armor.
En 2010, le climat de la commune est de type climat océanique franc, selon une étude du Centre national de la recherche scientifique s'appuyant sur une série de données couvrant la période 1971-2000. En 2020, Météo-France publie une typologie des climats de la France métropolitaine dans laquelle la commune est exposée à un climat océanique et est dans la région climatique Finistère nord, caractérisée par une pluviométrie élevée, des températures douces en hiver (6 °C), fraîches en été et des vents forts. Parallèlement l'observatoire de l'environnement en Bretagne publie en 2020 un zonage climatique de la région Bretagne, s'appuyant sur des données de Météo-France de 2009. La commune est, selon ce zonage, dans la zone « Littoral doux », exposée à un climat venté avec des étés cléments.  
Pour la période 1971-2000, la température annuelle moyenne est de 11,3 °C, avec  une amplitude thermique annuelle de 11,3 °C. Le cumul annuel moyen de précipitations est de 711 mm, avec 11,7 jours de précipitations en janvier et 6,5 jours en juillet. Pour la période 1991-2020, la température moyenne annuelle observée sur la station météorologique la plus proche, située sur la commune de Quintenic à 17 km à vol d'oiseau, est de 11,6 °C et le cumul annuel moyen de précipitations est de 769,8 mm,. Pour l'avenir, les paramètres climatiques de la commune estimés pour 2050 selon différents scénarios d'émission de gaz à effet de serre sont consultables sur un site dédié publié par Météo-France en novembre 2022.

## Urbanisme

### Typologie
Au 1er janvier 2024, Plévenon est catégorisée commune rurale à habitat dispersé, selon la nouvelle grille communale de densité à 7 niveaux définie par l'Insee en 2022.
Elle est située hors unité urbaine et hors attraction des villes,.
La commune, bordée par la Manche, est également une commune littorale au sens de la loi du 3 janvier 1986, dite loi littoral. Des dispositions spécifiques d’urbanisme s’y appliquent dès lors afin de préserver les espaces naturels, les sites, les paysages et l’équilibre écologique du littoral, tel le principe d'inconstructibilité, en dehors des espaces urbanisés, sur la bande littorale des 100 mètres, ou plus si le plan local d’urbanisme le prévoit.

### Occupation des sols

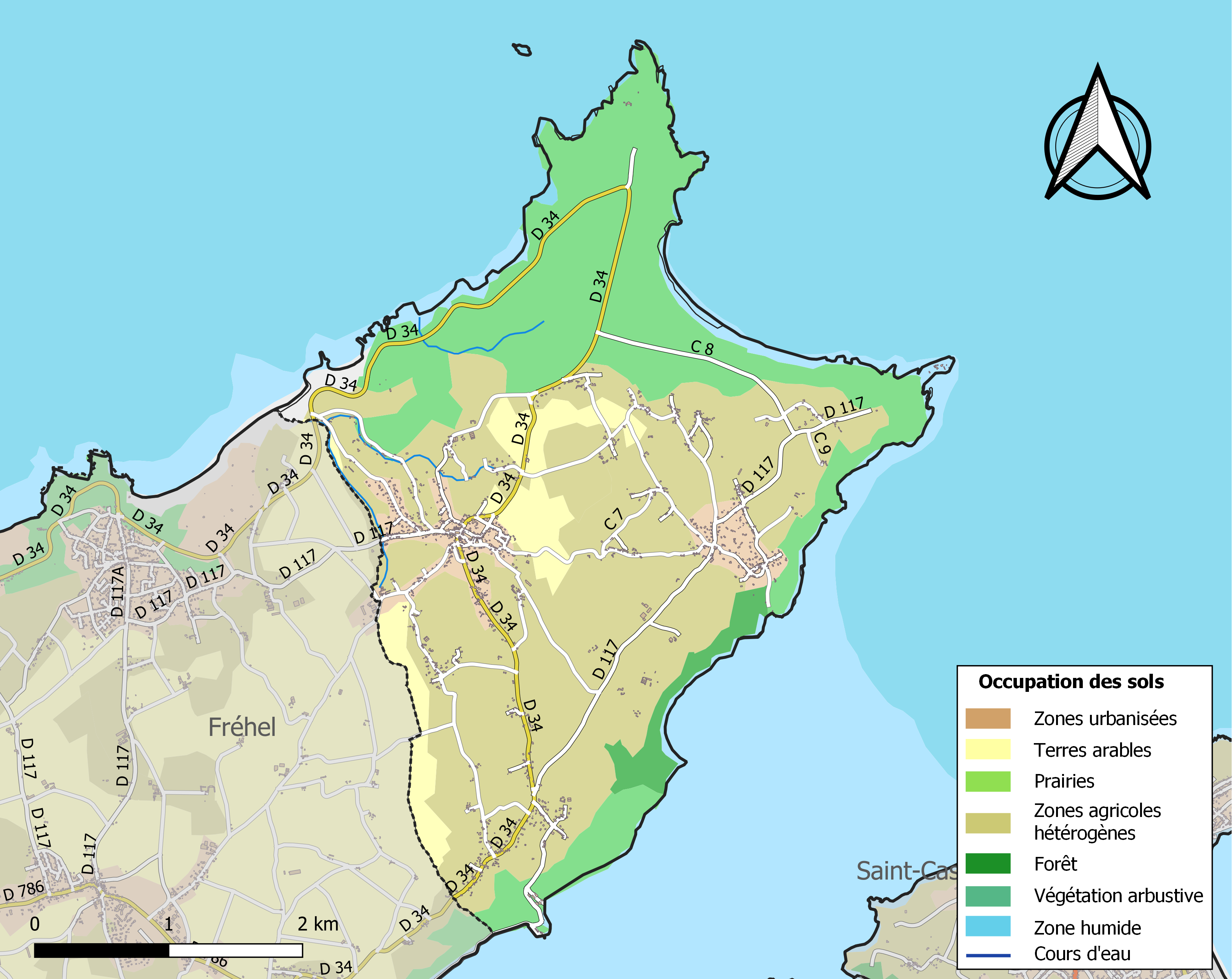
Carte des infrastructures et de l'occupation des sols de la commune en 2018 (CLC).

Le tableau ci-dessous présente l'occupation des sols de la commune en 2018, telle qu'elle ressort de la base de données européenne d’occupation biophysique des sols Corine Land Cover (CLC).
| Type d’occupation                                                                    | Pourcentage | Superficie (en hectares) |
| ------------------------------------------------------------------------------------ | ----------- | ------------------------ |
| Tissu urbain discontinu                                                              | 5,2 %       | 75                       |
| Terres arables hors périmètres d'irrigation                                          | 6,4 %       | 93                       |
| Systèmes culturaux et parcellaires complexes                                         | 49,7 %      | 717                      |
| Surfaces essentiellement agricoles, interrompues par des espaces naturels importants | 1,9 %       | 28                       |
| Forêts de feuillus                                                                   | 2,2 %       | 32                       |
| Landes et broussailles                                                               | 30,1 %      | 434                      |
| Forêt et végétation arbustive en mutation                                            | 1,3 %       | 19                       |
| Plages, dunes et sable                                                               | 0,5 %       | 7                        |
| Zones intertidales                                                                   | 2,1 %       | 30                       |
| Mers et océans                                                                       | 0,5 %       | 7                        |
| Source : Corine Land Cover                                                           |             |                          |

Les terres agricoles, qui occupent 57,0 % de la surface communale, sont très morcelées. La lande occupe une surface considérable: 30,1 % de la surface communale. Le cap Fréhel en est entièrement couvert.

## Politique et administration
| Période                                  | Période                  | Identité                 | Étiquette | Qualité                                                          |
| ---------------------------------------- | ------------------------ | ------------------------ | --------- | ---------------------------------------------------------------- |
| février 1790                             |                          | Charles Marie Marjot     |           |                                                                  |
| Les données manquantes sont à compléter. |                          |                          |           |                                                                  |
| ca. 1897                                 |                          | M. Grout de Beauvais     |           |                                                                  |
| ca. 1913                                 |                          | Mathurin Faruel          |           | Ancien juge de paix de Plancoët                                  |
| mai 1929                                 | avril 1943 (démission)   | Joseph Ménard            |           |                                                                  |
| avril 1943                               | août 1944                | Hyacinthe Lévêque        |           | Maire nommé par le régime de Vichy                               |
| août 1944                                | janvier 1945             | Joseph Ménard            |           |                                                                  |
| janvier 1945                             | mai 1945                 | Édouard Dubois           |           |                                                                  |
| mai 1945                                 | octobre 1945 (démission) | Joseph Ménard            |           |                                                                  |
| octobre 1945                             | octobre 1947             | Lucien Hervé             |           |                                                                  |
| octobre 1947                             | mars 1959                | Joseph Ménard            |           |                                                                  |
| mars 1959                                | mai 1971                 | Jean Tranchant           |           |                                                                  |
| mai 1971                                 | décembre 1972            | Jean Le Méhauté          |           | Ancien adjoint au maire                                          |
|                                          |                          |                          |           |                                                                  |
| décembre 2004                            | mars 2008                | Jean-Charles Danier      | PS        | Directeur commercial retraité Président de l'Adama 22, (2022 → ) |
| mars 2008                                | 4 juillet 2020           | Claudine Tadier-Belliard | DVG       | Cadre retraitée                                                  |
| 4 juillet 2020                           | En cours                 | Hervé Van Praag          |           | Ancien dirigeant d'entreprise                                    |

| Période      | Période       | Identité                 | Étiquette | Qualité                                                     |
| ------------ | ------------- | ------------------------ | --------- | ----------------------------------------------------------- |
| janvier 1973 | mars 1977     | Jean Le Méhauté          |           |                                                             |
| mars 1977    | mars 1983     | Charles Hervé            |           |                                                             |
| mars 1983    | juin 1995     | René Pansart (1926-2005) |           | Retraité de la marine marchande                             |
| juin 1995    | mars 2001     | André Hourdin            |           | Retraité de la police nationale                             |
| mars 2001    | décembre 2004 | Jean-Charles Danier      | PS        | Directeur commercial retraité Maire de Fréhel (1983 → 1984) |

## Démographie
L'évolution du nombre d'habitants est connue à travers les recensements de la population effectués dans la commune depuis 1793. Pour les communes de moins de 10 000 habitants, une enquête de recensement portant sur toute la population est réalisée tous les cinq ans, les populations de référence des années intermédiaires étant quant à elles estimées par interpolation ou extrapolation. Pour la commune, le premier recensement exhaustif entrant dans le cadre du nouveau dispositif a été réalisé en 2004.

En 2022, la commune comptait 757 habitants, en évolution de −4,78 % par rapport à 2016 (Côtes-d'Armor : +1,78 %, France hors Mayotte : +2,11 %).
| 1793 | 1800 | 1806 | 1821  | 1831  | 1836  | 1841  | 1846  | 1851  |
| ---- | ---- | ---- | ----- | ----- | ----- | ----- | ----- | ----- |
| 863  | 846  | 917  | 1 050 | 1 122 | 1 172 | 1 165 | 1 162 | 1 220 |

| 1856  | 1861  | 1866  | 1872  | 1876  | 1881  | 1886  | 1891  | 1896  |
| ----- | ----- | ----- | ----- | ----- | ----- | ----- | ----- | ----- |
| 1 160 | 1 208 | 1 231 | 1 165 | 1 251 | 1 138 | 1 188 | 1 140 | 1 183 |

| 1901  | 1906  | 1911  | 1921  | 1926  | 1931  | 1936 | 1946 | 1954 |
| ----- | ----- | ----- | ----- | ----- | ----- | ---- | ---- | ---- |
| 1 125 | 1 098 | 1 102 | 1 056 | 1 029 | 1 019 | 980  | 906  | 838  |

| 1962 | 1968 | 2006 | 2009 | 2014 | 2019 | 2022 | - | - |
| ---- | ---- | ---- | ---- | ---- | ---- | ---- | - | - |
| 843  | 765  | 665  | 732  | 772  | 754  | 757  | - | - |

## Économie
La commune vit essentiellement du tourisme. Ainsi on dénombre un camping d'une capacité de 150 places trois hôtels d'une capacité de 50 lits et quatre exploitations agricoles dont une chèvrerie.

## Lieux et monuments

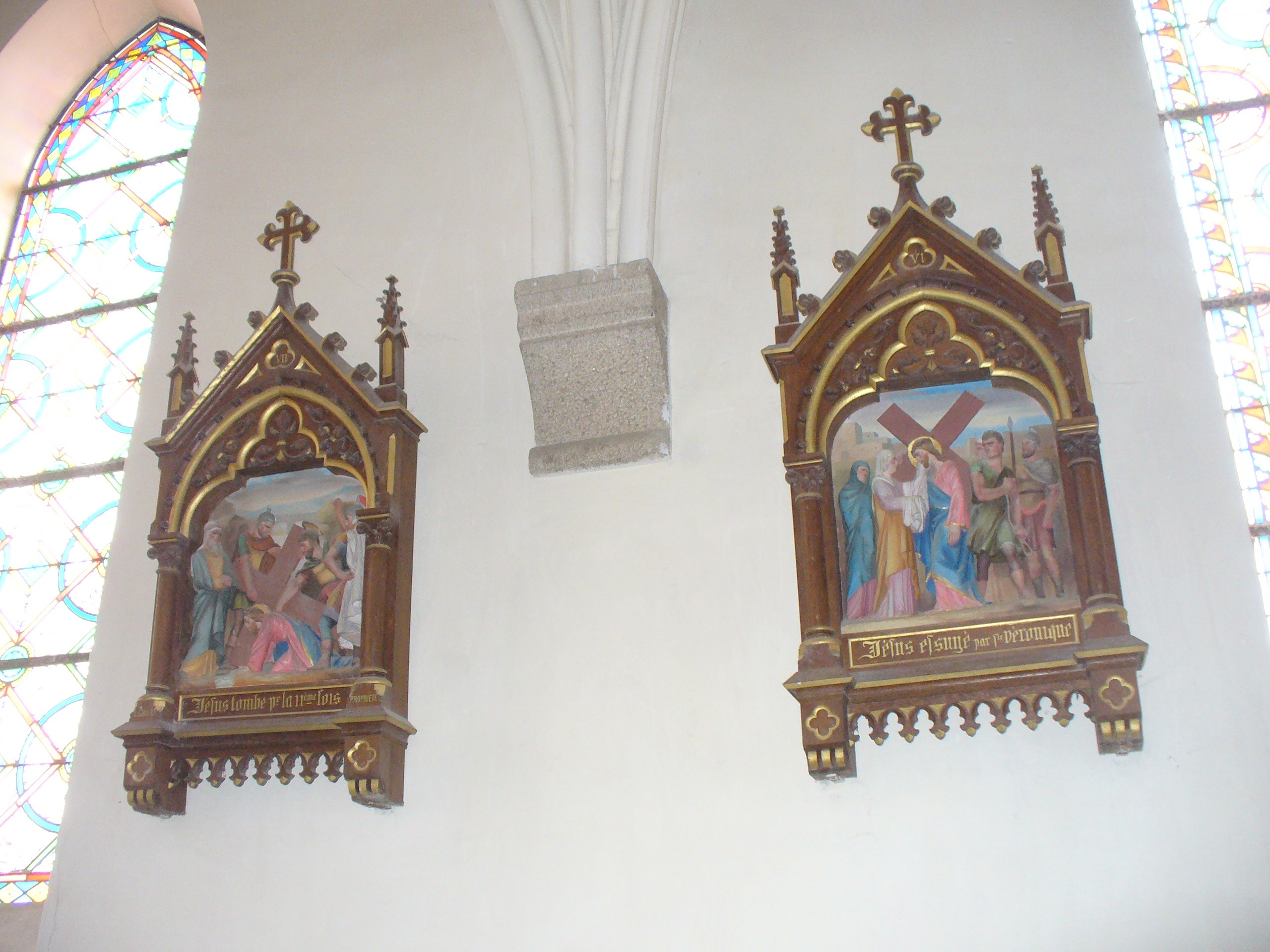
Mobilier dans l'église.

- Allée couverte du Tertre de l'église : allée couverte ruinée.
- Doigt de Gargantua : menhir dressé près de Fort-la-Latte.
- Église paroissiale Saint-Pierre du XVIIe siècle.
- Cap Fréhel.
- Fort-la-Latte.
- Calvaire roman du Moyen Âge, présentant ses deux faces supérieures sculptées, inscrit au monuments historiques par arrêté du 21 décembre 1925[37]..
- Château du Meurtel, avec colombier et chapelle dédiée à sainte Barbe (XVIIe et XVIIIe siècles). Propriété de la famille de Tréméreuc du XVIIe siècle au début du XXe siècle, passe par alliance à la famille Grout de Beauvais du Meurtel qui le conserve jusqu'en 1922. Moyenne justice en 1780. C'est aujourd'hui la résidence de la famille  Large-Chuzeville.
- Tumulus du Château-Serein.
- Manoir du Grand Trécelin avec colombier.
- Manoir au bourg.
- Viaduc de Port-Nieux

## Personnalités liées à la commune
- Jean-Michel Richeux, champion de France de cyclo-cross en 1971 et 1972.

## Galerie

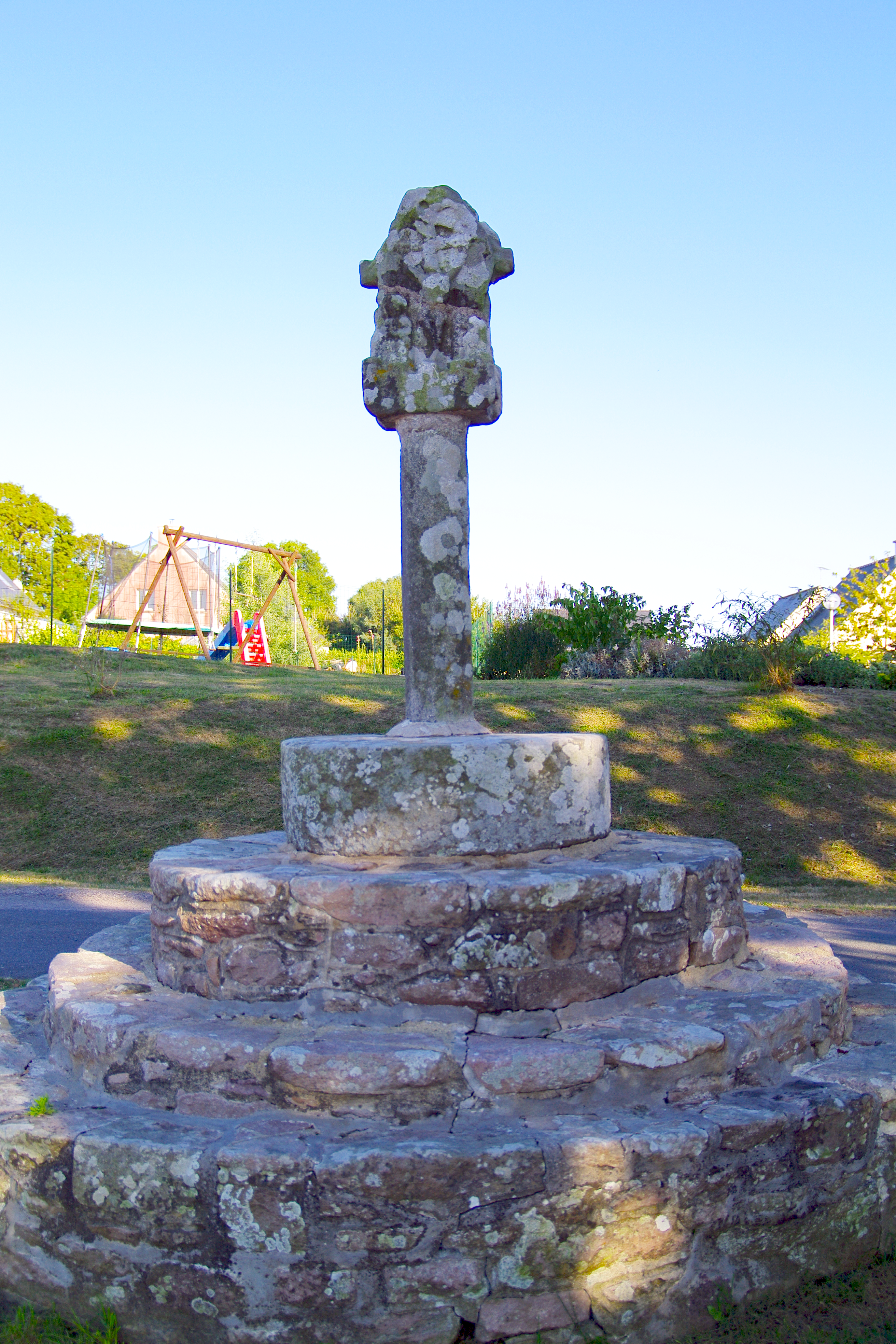
Calvaire
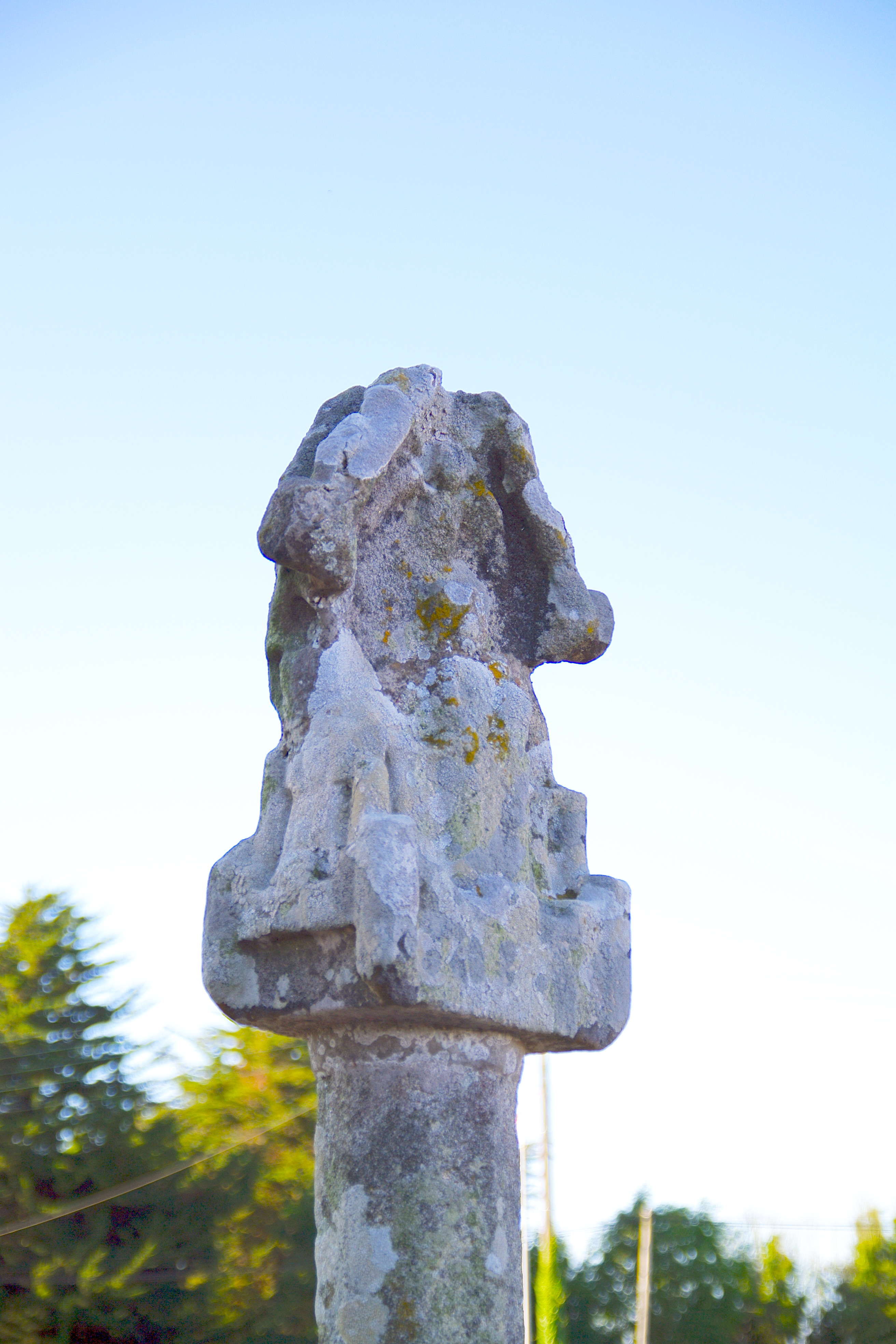
Calvaire détail
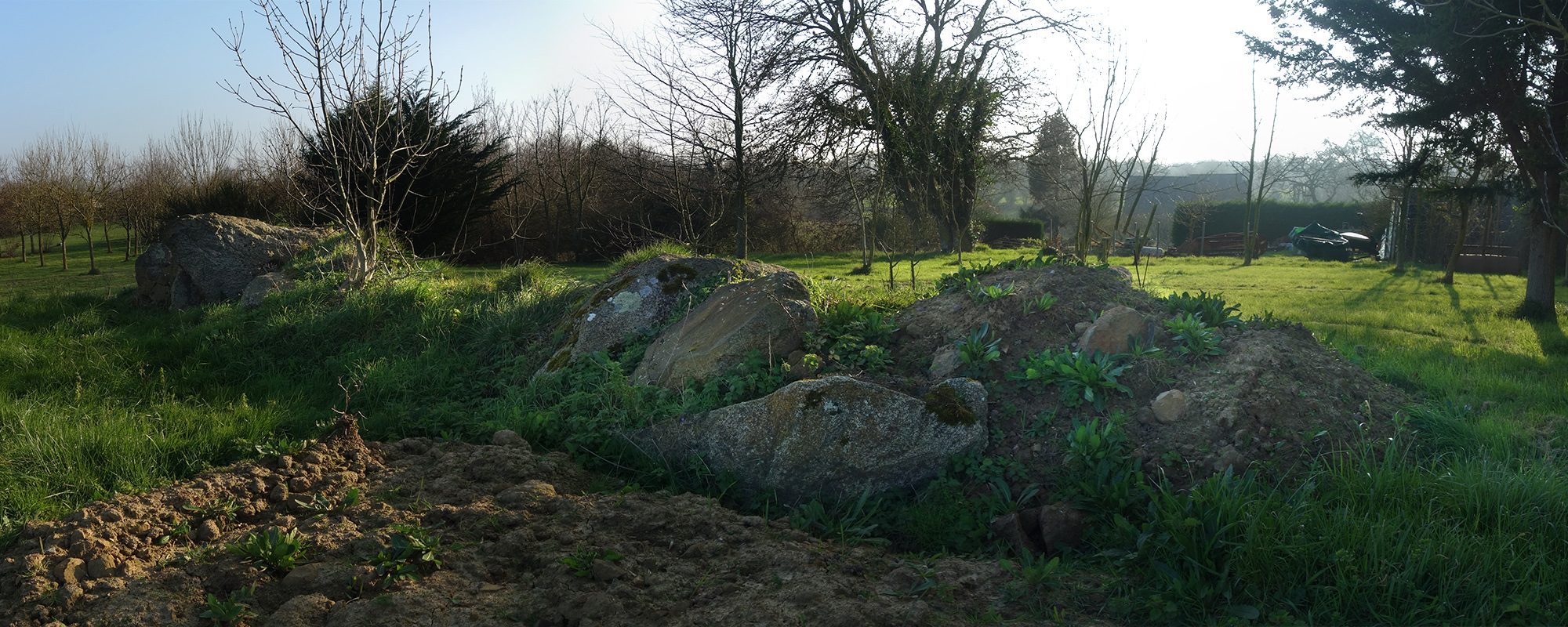
L'allée couverte du « Tertre de l'église » en 2021